# Stanisław Malanowicz
Stanisław "Hexen" Malanowicz (ur. 25 września 1986 w Warszawie) – polski muzyk, perkusista i pianista. Uczęszczał do Państwowej Szkoły Muzycznej I stopnia im. Emila Młynarskiego w klasie fortepianu. W 2006 roku ukończył Państwową Szkołę Muzyczną II st. im. Józefa Elsnera w Warszawie w klasie perkusji. W latach 2002–2004 członek zespołu Arren. W 2005 roku objął stanowisko perkusisty w zespole Arathyr z którym nagrał album Curse Man's Blame (2008). W 2006 roku dołączył do grupy Hate w której zastąpił Dariusza "Hellrizera" Zaborowskiego. W 2014 roku, po nagraniu wraz z zespołem trzech albumów studyjnych opuścił Hate. Malanowicz współpracował ponadto z grupami Opus Nocturne, Unquadium, Chaosphere, Damned i Arkona. Od 2014 perkusista zespołu Belzebong. 
Muzyk jest endorserem talerzy perkusyjnych Meinl, gra na produktach z serii Extreme Metal (hi-hat: 14"; crashe: 16", 17", 18"; chiny: 16", 18", ride: 20"). Malanowicz używa ponadto pedałów perkusyjnych Monolit Czarcie Kopyto.

## Dyskografia
- Opus Nocturne - Forgotten Lust (2005, MetalruleZ Productions)[13]
- Hate - Morphosis (2008, Listenable Records)[14]
- Arathyr - Curse Man's Blame (2008, Old Temple Records)[15]
- Hate - Erebos (2010, Listenable Records)[16]
- Hate - Solarflesh – A Gospel of Radiant Divinity (2013, Napalm Records)[17]
- Belzebong - Greenferno (2015, Emetic)[18]
- Belzebong - Light The Darkness (2018, Emetic)[19]